# Amt Markdorf
Das Amt Markdorf war, unter wechselnden Bezeichnungen, in napoleonischer Zeit eine Verwaltungseinheit im Südosten des Landes Baden. Es bestand von 1803 bis 1810.

## Geschichte

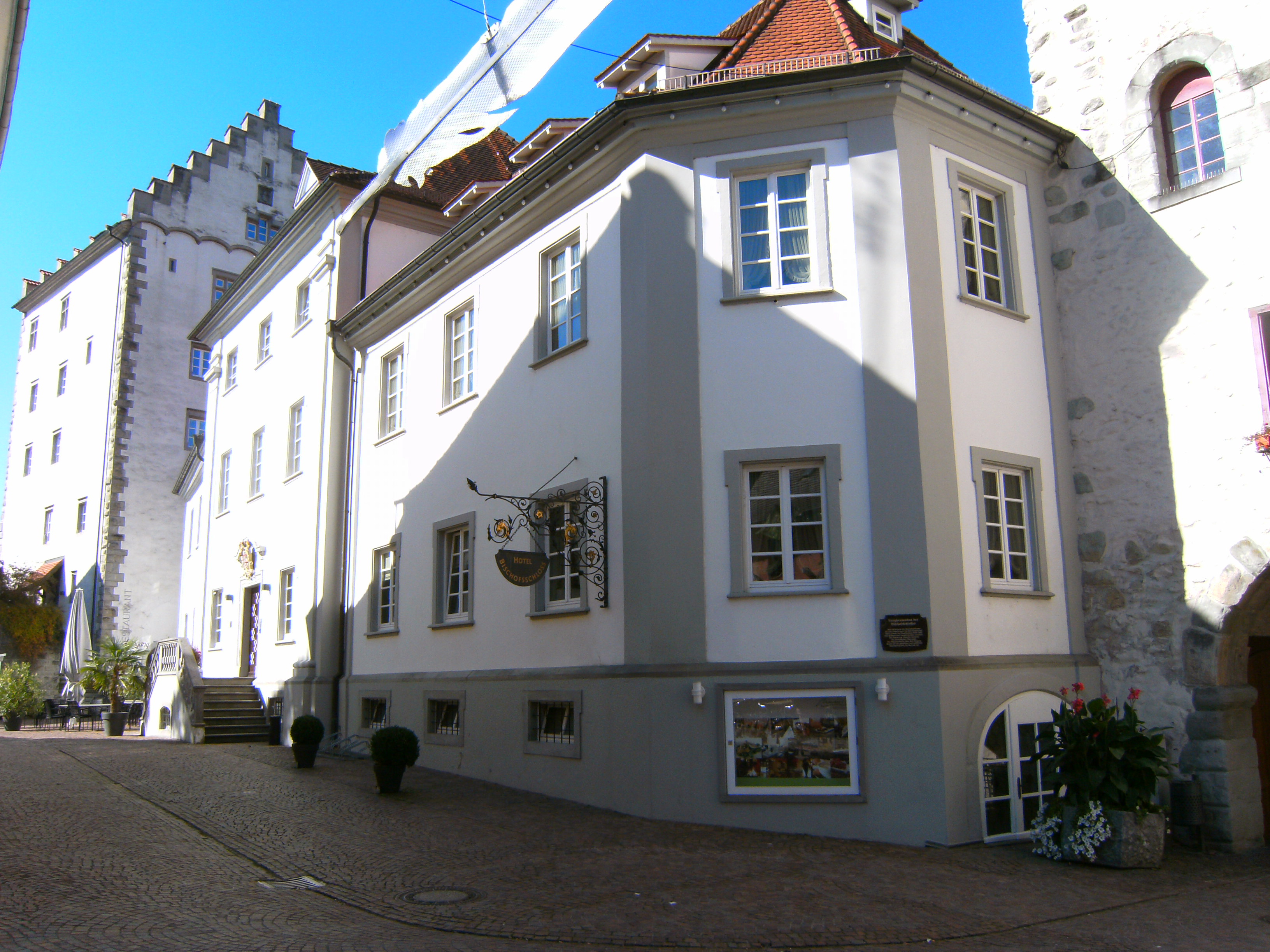
Der Langhausbau des Schlosses, Sitz des Vogtes.

Mit dem Reichsdeputationshauptschluss von 1803 war der zum Kurfürstentum aufgewerteten Markgrafschaft Baden die Landeshoheit über den auf dem Gebiet des Heiligen Römischen Reiches gelegenen Teil des Hochstifts Konstanz zuerkannt worden. Hierunter war die nördlich des Bodensees im Linzgau gelegene Kleinstadt Markdorf. Das dortige Schloss hatte zuvor den Bischöfen als Sommerresidenz gedient.
Die badische Regierung fasste Markdorf mit zwei weiteren Ortschaften, die ebenfalls von Konstanz gekommen waren, zum Stabsamt Markdorf zusammen. Seine drei Teile waren durch einen Streifen Landes voneinander getrennt, der zur fürstenbergischen Grafschaft Heiligenberg zählte. Der zum Leiter ernannte Hofrat Joseph Höfle hatte zuvor in Diensten des Hochstifts gestanden.
1807 war im Juli nur noch vom Amt Markdorf die Rede, im Dezember hieß es Oberamt. In Umsetzung der Bestimmungen des Novemberedikts von 1809 wurde das Amt Markdorf Anfang 1810 mit dem Obervogteiamt Meersburg zum Amt Meersburg vereinigt. Es blieb dort vorläufig noch eigenständig, endgültig aufgelöst wurde es dann im September 1811.

## Orte und Einwohnerzahlen
1805 wurde von diesen Orten und Einwohnerzahlen berichtet:
- Markdorf, mit Bergheim, Oberfischbacherhöfe, Möggenweiler, Wangen, Fitzenweiler, Gehrenberg, Schwappern, Allerheiligen, Wirmetsweiler und Riedern: 1558
- Raderach, mit drei Häusern, die als Exklave innerhalb der vormals zur Abtei Weingarten zählenden Ortschaft Waggershausen lagen: 80
- Roggenbeuren: 70

Markdorf und Raderach hatten zuvor zum konstanzischen Obervogteiamt Meersburg gezählt, Roggenbeuren der Domprobstei unterstanden.

## Übergeordnete Verwaltungseinheiten
Im Rahmen der Verwaltungsstruktur des Landes wurde das Stabsamt zunächst dem Oberen Fürstentum am Bodensee mit Sitz in Meersburg zugeordnet. Ab 1807 war die Provinz des Oberrheins, auch Badische Landgrafschaft genannt, mit Sitz in Freiburg im Breisgau zuständig.

## Weitere Entwicklung
Das Obervogteiamt Meersburg entwickelte sich 1813 zum Bezirksamt Meersburg. 1857 wurde es aufgelöst und dem Bezirksamt Überlingen zugeteilt. Aus diesem entstand 1939 der Landkreis Überlingen. Anfang 1973 kamen die Orte des Amtes Markdorf zum neu gegründeten Bodenseekreis.